# Tigra-Talsperre

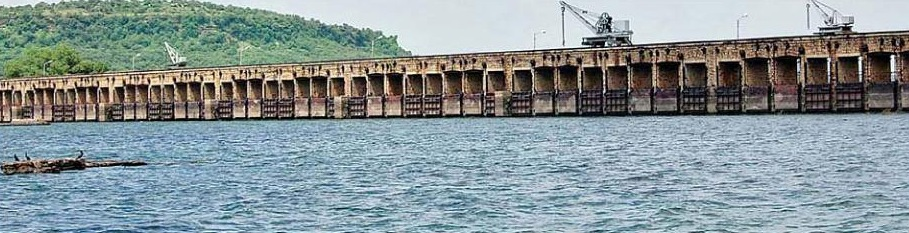
Tigra-Talsperre (2010)

Beim Bruch der Tigra-Talsperre (Tighra, Tighara, Hindi तिघरा जलाशय Tighrā jalāśay) am Fluss Shank bei Gwalior im Distrikt Gwalior im indischen Bundesstaat Madhya Pradesh gab es am 4. August 1917 eine Katastrophe, bei der rund 1.000 Menschen ums Leben kamen.
Die Tigra-Staumauer war 1917 als Gewichtsstaumauer aus Mauerwerk mit Kalkmörtel auf einem geschichteten Sandstein-Felsuntergrund gebaut worden. Sie war etwa 60 cm tief im Felsuntergrund gegründet und rund 25 m hoch. Die genaue Höhe wird unterschiedlich mit 24 m, 24,7 oder 25,9 m angegeben. Die Mauer war 1,34 km lang und der Stausee enthielt 124 Millionen m³ Wasser. Am Bau war der in Indien sehr bekannte und bedeutende Wasserbauingenieur M. Visvesvaraya maßgebend beteiligt.
Bei der ersten Füllung des Stausees brach die Staumauer während eines Hochwassers, als sie überflutet wurde. Die Staumauer wurde auf ganzer Länge 80 cm hoch überströmt. Es wurde später berechnet, dass eine Wassermenge von 8500 m³/s abgeflossen sein muss. Dadurch wurde die Staumauer auf einer Länge von 400 m als Ganzes bis zu 14 Meter weit verschoben. Zwei Teilstücke der gebrochenen Staumauer sollen bis heute als Ruinen stehen geblieben sein.
Die Talsperre wurde 1929 mit konstruktiven Veränderungen wieder aufgebaut, unter anderem mit größeren Überlauföffnungen. 1970 gab es noch einmal einen Versagensfall.